# Iglói Mihály
| Iglói Mihály                              | Iglói Mihály |
| Kattints az alábbi külső linkek egyikére! | Kattints az alábbi külső linkek egyikére! |
| ----------------------------------------- | --- |
| Nem található szabad kép.(?)              | |
| külső link · jogvédett                    | Iglói tanár úr és világhírű futói, rajz. Gyimesi László: Beszélgetés Boga Bálinttal gimnáziumi emlékeiről (1.rész) Óbudai Anziksz. 2019. ősz.                                                                                 |
| külső link · jogvédett                    | A lágerkanálra vésett kolostor képe – Iglói Mihályék hite, ereje és kitartása a szovjet fogolytáborban. Pesti Srácok.hu 2019.11.25                                                                                            |
| külső link · jogvédett                    | Nívós ünnepség lesz, méltó Náci bácsi emlékéhez! A tervek szerint ősszel kiállítást szervez közösen az óbudai Árpád Gimnázium és a Magyar Edzők Társasága Iglói Mihályról, az iskola híres tanáráról. Jochapress. 2020-05-28. |

Iglói Mihály (eredeti nevén: Ignácz Mihály) (Budapest, 1908. szeptember 5. – Budapest, 1998. január 4.) közismertebb nevén „Náci bácsi”, atléta, közép- és hosszútávfutó-edző.
Pályafutása során radikálisan átalakította a közép- és hosszútávfutás módszertanát, melynek segítségével futói 49 világcsúcsot és 35 Európa-csúcsot értek el. Edzői pályafutását Magyarországon kezdte, majd 1956-tól 1970-ig az USA-ban, Kaliforniában dolgozott. 1970-ben Görögországba költözött, majd 1993-ban tért vissza Magyarországra.
Tanítványai közé tartozott a magyar közép- és hosszútávfutás mesterhármasa: Iharos Sándor, Rózsavölgyi István és Tábori László, valamint az 1964-es olimpiai bajnok Bob Schul és a legendás amerikai csúcstartó, Jim Beatty. Futói 49 magyar csúcsot futottak, és összesen 45 amerikai és 157 görög bajnoki címet nyertek el.

## A kezdetek
Edzői filozófiájához több módszerből is merített, de a lengyel Janusz Kusociński edzései és a finn iramjáték-módszer volt rá a legnagyobb hatással.
Saját atléta-karrierje tanítványaihoz képest szerény volt, de futhatott az 1936. évi nyári olimpiai játékokon, és több magyar bajnoki címet is szerzett.
Nem készült edzőnek, de 1950-ben örömmel vállalta el a Budapest Honvéd felkérését, hogy vegye át a közép- és hosszútávfutók felkészítését. Ezzel párhuzamosan az óbudai Árpád Gimnáziumban testnevelő tanárként dolgozott.
Módszerei gyorsan hozták az eredményeket, és 1956-ra tanítványai tartották az összes világcsúcsot 1500 méter és 10000 méter között. A korabeli sajtó úgy vélekedett, hogy a melbourne-i olimpián magyar háziverseny várható. Az október 23-án kirobbant forradalom azonban közbeszólt, és szétzilálta a csapatot. Iharos nem vállalta a megmérettetést, Rózsavölgyit és Táborit pedig legyengítette az érzelmi trauma és az edzések hiánya. Rózsavölgyi kiesett az 1500 méter selejtezőjében, míg Tábori csupán negyedik lett 1500-on és hatodik 5000 méteren.

## A módszer
Iglói módszerei nagyrészt az intervallumos, azaz a résztávos futásra és kisebb részben a fartlekre, vagyis az iramjátékra épülnek. Edzései zömében rövid 100-400 méteres résztávokból álltak, és a futók egy-egy távot akár hússzor-harmincszor is megismételtek.
Iglói meglátása az volt, hogy ha egy adott távot nagyon rövid szakaszokra bont a hosszabb szakaszok helyett, a versenyzők lényegesen gyorsabban tudnak futni hasonló, fenntartható pulzussal. Ezáltal nem csak az állóképességük fejlődik gyorsabban, de a sebességük is.
A módszer további sajátossága, hogy szinte minden edzés résztávos edzés volt, és majdnem teljesen hiányzott belőle a manapság általánosan alkalmazott könnyű futással töltött pihenő. Ezáltal a lefutott, viszonylag magas kilométerszám szinte teljes egészében résztávos edzésből adódott össze, szemben a korábbi módszerekkel, amikor rövid résztávokat egyáltalán nem futottak az atléták, és a kilométereket hosszú, lassú futással gyűjtötték.
A módszerről nehéz általános leírást adni, mert Iglói minden futójának személyre szabott edzéstervet készített. Sokszor ahány embere futott a pályán, annyiféle edzést végeztek. Az edzésterv gyakran edzés közben is változott, attól függően, hogy Iglói szerint a futója éppen milyen állapotban volt, és hogy bírta az edzést. Az edzéstervet egymaga készítette, és elvárta futóitól, hogy amit mond, kérdés nélkül teljesítsék.
Iglói szerint futás szempontjából minden nap kemény nap, minden edzés kemény edzés, és csak a versenyek előtti időszakban van helye pihenőnek. Edzései akár két, két és fél órára is elnyúltak.
Egy héten 13-14 edzést tartott. Mindennap volt egy reggeli edzés, általában korán, hét óra körül, és egy délutáni edzés, ami öt-hat óra körül kezdődött, és időnként kilencig tartott. Az ötvenes években vasárnap is két edzést tartott, de később, az amerikai évek alatt vasárnap délután pihentek a futók.
Az edzések túlnyomó többségét az Iglói-tanítványok atlétikapályán vagy a pálya melletti füvön futották. Az edzés általában három részből állt. Az elsőben a futók rövid, 100-200 méteres fokozó, úgynevezett „repülőket” futottak a füvön. A második szakaszban a futók a pályán edzettek, és hosszabb, keményebb résztávokat futottak, úgyszintén magas ismétlésszámmal. Ebben a szakaszban az esetek 80-90%-ában 100 és 200 méter közötti szakaszokat futottak, de előfordultak hosszabb szakaszok is, elsősorban 300 és 400 méterek, ritkábban 1000 méterek. A harmadik szakaszban a futók maximális vagy maximumközeli tempóban futották a résztávokat.
Bár Iglói maga is úgy nyilatkozott, hogy minden edzés kemény edzés, maga is tett különbséget futótempó és futótempó között. A kívánt tempót ritkán adta meg percben vagy másodpercben, atlétái ehelyett érzésre futottak. Tanítványai szerint Iglói vagy egy tucat különböző jelzőt vagy megjelölést használt arra, hogy az adott szakaszon milyen erősségű futást várt.
A magas ismétlésszám miatt a résztávok intenzitása általában viszonylag alacsonyan maradt. Iglói arra törekedett, hogy a futók szinte végig aerob munkát végezzenek, és ideális esetben az aerob-anaerob átmeneti határon fussanak. Ez az intenzitás alacsonyan tartotta a tejsavképződést, és lehetővé tette a hosszabb edzéseket. Ideális esetben az edzések alatt a futók pulzusa a maximumérték 70-80%-a között maradt.
Kritikusai szerint ez extrém mértékű terhelés volt, amit csak egy maroknyi futó képes elviselni, és a többség belesérült. A szokatlanul nagy mennyiség miatt azzal is vádolták, hogy az unalomba futtatja atlétáit, akik inkább felhagynak a sportolással. Iglóinak és tanítványának, Rózsavölgyinek komoly konfliktusai is támadtak, mert edzésmódszerükben nem voltak hajlandóak kompromisszumot kötni.
Jim Beatty így emlékezett rá: „Azt mondta, én vagyok az edző, te vagy a futó. Vagy azt csinálod, amit én mondok, vagy elmész.”
Futói közül többen emlékeztek egy „varázsigére”, amelyet a versenyek kritikus szakaszában bekiabálva új erőt tudott adni tanítványainak, ezzel győzelemre segítve őket, de a konkrét szavakat nem tudták felidézni. Végül Bányai Éva pszichológiaprofesszor járt utána; Náci bácsi varázsigéje ennyi volt: „Most tudsz erősíteni!”

## 1956 után
1956-ban Iglói Táborival együtt úgy döntött, hogy nem tér vissza Magyarországra. Az Egyesült Államokba költözött, és Los Angelesben alapított atlétikaklubot. 1963-ban megkapta az amerikai állampolgárságot.
Amerikában folytatta az elkezdett munkát: előbb a Los Angeles Track Clubnál később pedig a Santa Monica Track Association színeiben. Módszerei keveset változtak, és az eredmények is gyorsan jöttek.
Első kiemelkedő tanítványa Jim Beatty volt, aki 3 világcsúcsot és 11 amerikai csúcsot futott 1500 métertől 5000 méterig, és először futott 4 percen belüli mérföldet fedett pályán. Az 1964-es olimpián azonban nem volt sikeres. Egy lábsérülés miatt feladni kényszerült a versenyt.
Bob Schul azonban átvette Beatty helyét, és 1964-ben megnyerte az olimpiai 5000 méteres döntőt. Ugyan az olimpia évében nem Iglói irányította Schul edzését, Schul később mégis úgy nyilatkozott, hogy Iglóinak köszönheti a bajnoki címét.
„Megtanított arra, hogyan kell edzenem a testem és a fejem. Azt a két évet, amikor azokkal a hatalmas futókkal edzhettem, nagy becsben tartom. Schul, ahogy Tábori is, hosszú sikeres edzői pályát futott be, és edzéseit a mai napig az Iglói-módszerre alapozza.
A Santa Monica Track Association a távozásakor majdnem szétesett, de Joe Douglas vezetése alatt, Santa Monica Track Club néven az USA legsikeresebb egyesületévé nőtte ki magát.
1970-ben Görögországba költözött, ahol atlétái országos szinten maradandó eredményeket értek el, de a világszínvonalú sikerek elmaradtak.
1993-ban költözött vissza Magyarországra, ahol korábbi éveihez hasonlóan zárkózottan, magányosan élt.

## Díjai, elismerései
- Sportérdemérem arany fokozat (1955)[14]
- Magyar Atlétikáért érdemrend arany fokozat (1990)